# Stephen Jay Gould
Stephen Jay Gould (New York, 1941. szeptember 10. – New York, 2002. május 20.) amerikai paleontológus, evolúcióbiológus és író. Niles Eldredge-dzsel közösen kidolgozta az evolúció szaggatott egyensúlyi modelljét; ennek lényege hogy az evolúció során a lassú változás hosszú szakaszait időnként gyors fajkeletkezés váltja fel. Korának egyik legnépszerűbb tudománynépszerűsítő írója volt, több mint húsz bestsellert írt és a Natural History magazinban lévő állandó rovatában mintegy 300 esszéje jelent meg. Az evolúcióbiológia terén a legtöbbet idézett szerzők közé tartozik.

## Tanulmányai
Stephen Jay Gould 1941. szeptember 10-én született New York Queens városrészében, zsidó családban. Apja, Leonard Gould bírósági gyorsíró volt; anyja Eleanor Gould pedig művész. Mikor öt éves volt, apja elvitte az Amerikai Természetrajzi Múzeumba, ahol a Tyrannosaurus rex csontváza nagy befolyást tett rá, ekkor döntötte el, hogy paleontológus lesz. 
Az ohiói Antioch College-ban szerzett B.Sc. diplomát 1963-ban geológiából és filozófiából. Egy ideig az angliai Leedsi Egyetemen folytatta a tanulmányait, majd 1967-ben a Columbia Egyetemen kapta meg M. Sc. fokozatát. Gould aktívan részt vett a polgárjogi mozgalmakban, maga is szervezett tüntetéseket. A későbbiekben is rendszeresen felemelte a szavát a kulturális elnyomás, a rasszizmus vagy a szexizmus ellen. 

## Pályafutása

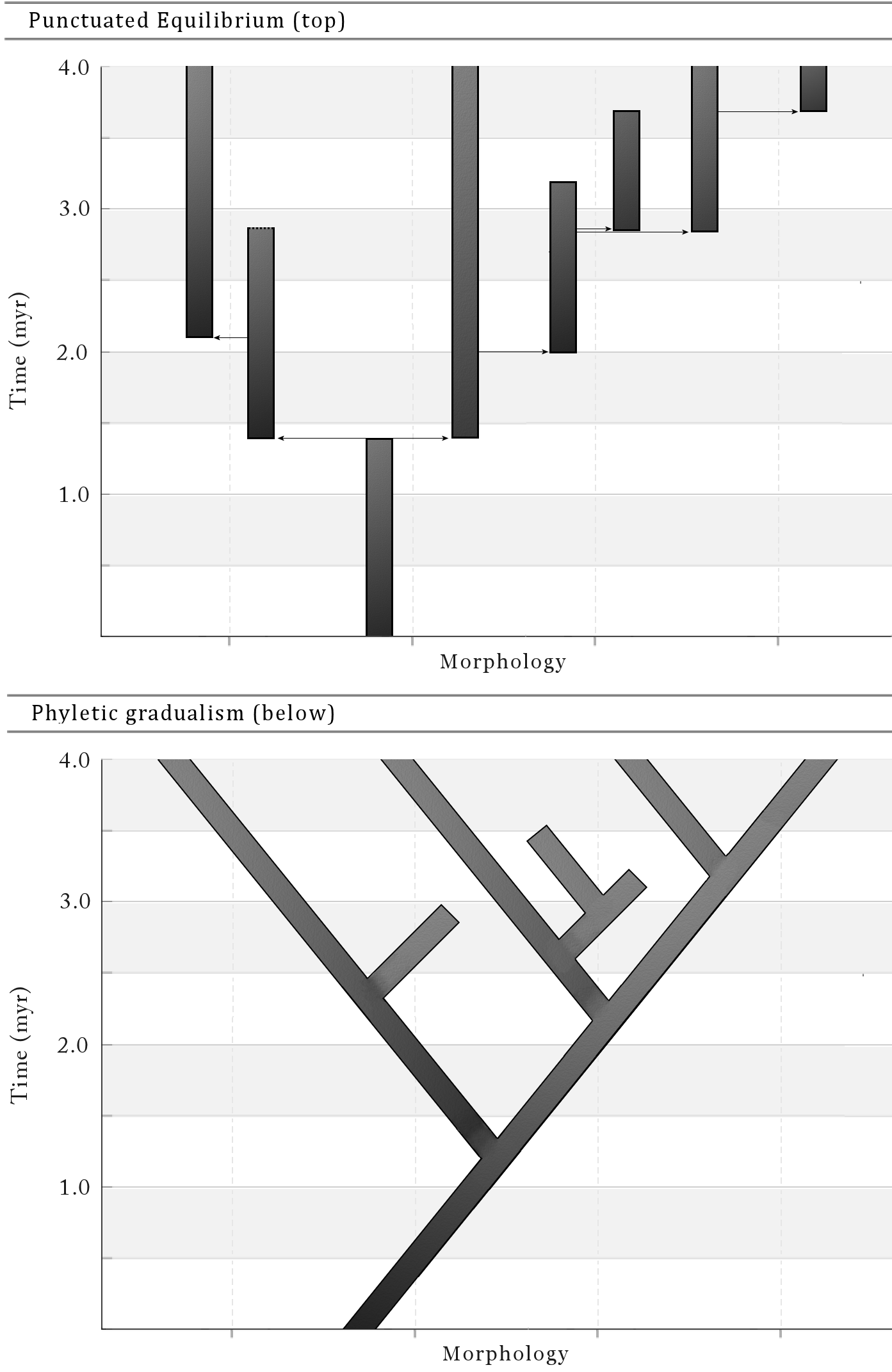
A szaggatott egyensúly (fent) és a gradualista modell (lent) alapján várható változások az evolúció során

Diplomájának megszerzése után 1967-től a Harvard Egyetemen kezdett el dolgozni és ott is maradt egészen haláláig. 
Pályafutásának elején, 1972-ben Niles Eldredge-dzsel közösen közzétette elméletét az evolúció szaggatott egyensúlyi modelljéről, amelyet a puhatestűek kövületeinek vizsgálata alapján dolgoztak ki. Eszerint a fajok hosszú évmilliókig változatlanok maradnak vagy csak kis mértékben változnak, majd feltehetően környezetük megváltozása miatt gyorsan alkalmazkodnak az új körülményekhez. A modell nagy vitát váltott ki és napjainkban az evolúció elméletének egyik alapját képezi. 
1973-ban Gouldot a geológia professzorává és a Harvard Összehasonlító Állattani Múzeumának kurátorává nevezték ki. 1974 januárjától rendszeresen megjelentek írásai a Natural History magazinban, ahol "This View of Life" címmel állandó rovatot kapott. A rovat 2001 januárjában, 300 esszé megjelenése után szűnt meg. Első szakkönyve 1977-ben jelent meg "Ontogeny and Phylogeny" címmel és az embrionális fejlődés és az evolúció kapcsolatát fejtegette benne. 1979-ben Richard Lewontinnal közösen írt cikkében (The Spandrels of San Marco and the panglossian paradigm) bevezette az evolúcióbiológiába a "csegely" (spandrel) fogalmát (ezek az élőlények olyan tulajdonságai, jellemzői, amelyeknek nincs közvetlen adaptív hasznuk, hanem egy másik tulajdonság "melléktermékei"). 
1981-es könyvében, Az elméricskélt ember-ben (The Mismeasure of Man) kritizálta a biológiai determinizmuson alapuló rasszizmust és az IQ-tesztek leegyszerűsítő túlmisztifikálását.
1982-ben kinevezték az egyetem Alexander Agassiz-zoológiaprofesszorává, a következő évben pedig felvették az Amerikai Tudományfejlesztési Társaság (American Association for the Advancement of Science, AAAS) soraiba. 1985-86-ban ő látta el a Paleontológiai Társaság elnöki teendőit, 1989-ben pedig felvették az Amerikai Tudományos Akadémia tagjai közé. 1990-91-ben Gould volt az Evolúciókutató Társaság, 1991-2001 között pedig az AAAS elnöke. 1996-2001 között a New York-i Egyetemen is tanított, mint Vincent Astor-vendégprofesszor.

## Elismerései
Gouldot életművéért az Amerikai Humanista Társaság 2001-ben Az év humanistájává nyilvánította. 
2008-ban a Londoni Linné-Társaság posztumusz Darwin-Wallace éremmel tüntette ki. 

## Családja
Gould 1965-ben feleségül vette Deborah Leet, akit még egyetemistaként ismert meg. Két fiuk született, Jesse és Ethan. 1995-ben elváltak és ezután összeházasodott a szobrász Rhonda Roland Shearerrel.
Gouldot 1982-ben hashártyatumorral diagnosztizálták, de hosszas kezelés után felgyógyult. 2002-ben a tüdejében találtak végső fázisú adenokarcinómát, amely ekkor már egyéb szerveire is átterjedt. Tíz hónappal később, 2002. május 20-án belehalt betegségébe. 

## Főbb művei
| - 1977. Ontogeny and Phylogeny, Cambridge MA: Belknap Press of Harvard University Press, 1977, ISBN 978-0-674-63940-9 online preview - 1977. Ever Since Darwin, New York: W. W. Norton, 1977, ISBN 978-0-393-06425-4 - 1980. The Panda's Thumb, New York: W. W. Norton, 1980, ISBN 978-0-393-01380-1 - A panda hüvelykujja; válogatta: Somlyó Bálint, fordította: Bacsóné Módos Magdolna, Rózsahegyi István; Európa, Budapest, 1990 (Mérleg) - 1980. The Evolution of Gryphaea. New York: Arno Press (1980. december 1.). ISBN 978-0-405-12751-9 - 1981. The Mismeasure of Man, New York: W. W. Norton, 1996, ISBN 978-0-393-31425-0 - Az elméricskélt ember; fordította: Lakatos Krisztina, Szabó Salfay Orsolya, Szilágyi Nóra; Typotex, Budapest, 1999 (Test és lélek) - 1983. Hen's Teeth and Horse's Toes, New York: W. W. Norton, 1983, ISBN 978-0-393-01716-8 - 1985. The Flamingo's Smile, New York: W. W. Norton, 1985, ISBN 978-0-393-02228-5 - 1987. Time's Arrow, Time's Cycle, Cambridge MA: Harvard Univ. Press, 1987, ISBN 978-0-674-89198-2 online preview - 1987. (Rosamond Wolff Purcell-lel) An Urchin in the Storm: Essays about Books and Ideas, New York: W. W. Norton, 1987, ISBN 978-0-393-02492-0 - 1987. Illuminations: A Bestiary, New York: W. W. Norton, January 10, 1987, ISBN 978-0-393-30436-7 - 1989. Wonderful Life: The Burgess Shale and the Nature of History, New York: W. W. Norton, 1989, ISBN 978-0-393-02705-1. 347 pp. - 1991. Bully for Brontosaurus, New York: W. W. Norton, 1991, ISBN 978-0-393-02961-1. 540 pp. - 1992. (Rosamond Wolff Purcell-lel) Finders, Keepers: Eight Collectors, New York: W. W. Norton, 1992, ISBN 978-0-393-03054-9, <https://archive.org/details/finderskeepers00rosa> - 1993. Eight Little Piggies, New York: W. W. Norton, 1993, ISBN 978-0-393-03416-5 - 1993. The Book of Life. Preface, pp. 6–21. New York: W. W. Norton (S. J. Gould general editor, 10 contributors). ISBN 0-393-05003-3 review citing original publishing date - Az élet könyve (Magyar Könyvklub / Officina Nova, Budapest, 1998) | - 1995. Dinosaur in a Haystack, New York: Harmony Books, 1995, ISBN 978-0-517-70393-9 - 1996. Full House: The Spread of Excellence From Plato to Darwin, New York: Harmony Books, 1996, ISBN 978-0-517-70394-6 - 1997. Questioning the Millennium: A Rationalist's Guide to a Precisely Arbitrary Countdown, New York: Harmony Books, 1999, ISBN 978-0-609-60541-7 - 1998. Leonardo's Mountain of Clams and the Diet of Worms, New York: Harmony Books, 1998, ISBN 978-0-609-60141-9 - 1999. Rocks of Ages: Science and Religion in the Fullness of Life, New York: Ballantine Books, January 1, 1999, ISBN 978-0-345-43009-0 - 2000. The Lying Stones of Marrakech, New York: Harmony Books, 2000, ISBN 978-0-609-60142-6 - 2000. Crossing Over: Where Art and Science Meet, New York: Three Rivers Press, 2000, ISBN 978-0-609-80586-2, <https://archive.org/details/crossingoverwher00goul> - 2002. The Structure of Evolutionary Theory, Cambridge MA: Belknap Press of Harvard University Press, March 21, 2002, ISBN 978-0-674-00613-3 online preview - 2002. I Have Landed: The End of a Beginning in Natural History, New York: Harmony Books, 2002, ISBN 978-0-609-60143-3 - 2003. Triumph and Tragedy in Mudville: A Lifelong Passion for Baseball, New York: W. W. Norton, 2003, ISBN 978-0-393-05755-3, <https://archive.org/details/triumphtragedyin00step> - 2003. The Hedgehog, the Fox, and the Magister's Pox, New York: Harmony Books, 2003, ISBN 978-0-609-60140-2 - 2006. The Richness of Life: the Essential Stephen Jay Gould, London: Jonathan Cape, 2007, ISBN 978-0-09-948867-5 This is an anthology of Gould's writings edited by Paul McGarr and Steven Rose, introduced by Steven Rose. - 2007. Punctuated Equilibrium, Cambridge MA: Belknap Press of Harvard University Press, 2007, ISBN 978-0-674-02444-1 Book review |